# Changhe Z-11
Die Changhe Z-11 ist eine Kopie des französischen Leichthubschraubers AS 350B Ecureuil des zweitgrößten chinesischen Hubschrauberherstellers Changhe/Jiangdezhen Aircraft Industry Corporation.
Die Z-11 wiegt rund zwei Tonnen und ist ein klassischer Sechssitzer.
Der Erstflug fand im Dezember 1994 statt. Die Z-11 ist als Trainings- und Rettungshubschrauber ausgelegt, kann aber auch für kommerzielle Einsätze geflogen werden. Das chinesische Verteidigungsministerium beschaffte 12 Maschinen zu Trainingszwecken.